# Ochropleura plumbea
Ochropleura plumbea là một loài bướm đêm trong họ Noctuidae.